# Ета Кіля
Координати:  10г 45м 03.591с, −59° 41′ 04.26″
Ета Кіля (η Car, η Carinae) — зоряна система в сузір'ї Кіля, яка складається принаймні з двох гравітаційно пов'язаних зір, із сукупною світністю, яка більш як у 5 мільйонів разів перевершує світність Сонця. Перебуває на відстані близько 7500 світлових років (2300 парсек). Уперше згадується як зоря 4-ї зоряної величини, але в період з 1837 по 1856 рік під час події, відомої як «Великий спалах», значно збільшила свою яскравість. η Кіля досягла блиску –0,8m і в період з 11 по 14 березня 1843 року була другою за яскравістю зорею на земному небосхилі (після Сіріуса), після чого поступово почала зменшувати світність, і до 1870-х років перестала бути видимою неозброєним оком. Починаючи з 1940 року знову поступово збільшує яскравість. До 2014 року досягла зоряної величини 4,5m. Південніше 30° південної широти η Кіля ніколи не заходить за горизонт, у місцях на північ від 30° північної широти її ніколи не видно.
Дві зорі в системі η Кіля рухаються навколо спільного центру тяжіння по витягнутих еліптичних орбітах (ексцентриситет 0,9) з періодом 5,54 земного року. Основний компонент системи — гіпергігант, яскрава блакитна змінна (ЯБЗ), що спочатку мала масу 150—250 сонячних, з яких втратила вже принаймні 30. Це одна з найбільших і найбільш нестійких відомих зір. Її маса близька до теоретичної верхньої межі. Як очікують, в астрономічно близькому майбутньому (кілька десятків тисячоліть) вона стане надновою. η Кіля А — єдина зоря, від якої зафіксовано ультрафіолетове лазерне випромінювання. Друга зоря, η Car B, теж має дуже високу поверхневу температуру і світність; ймовірно, належить до спектрального класу О, а її маса становить близько 30—80 сонячних.
Світло від компонентів системи η Кіля сильно поглинається невеликою біполярною туманністю Гомункул розмірами 12×18 кутових секунд, яка складається з речовини центральної зорі, викинутої під час «Великого спалаху». Масу пилу в Гомункулі оцінюють у 0,04 сонячної. Через цю туманність спостереження зір ускладнене для телескопів. η Кіля А втрачає масу настільки швидко, що її фотосфера гравітаційно не пов'язана із зорею і «здувається» випромінюванням у навколишній простір. Система розташована на відстані 7500—8000 світлових років від Сонця.
Зоря належить до розсіяного зоряного скупчення Трюмплер 16 у набагато більшій туманності Кіля. Безвідносно до зорі або туманності існує слабкий метеорний потік Ета-Карініди з радіантом, дуже близьким до зорі на небі.
Зоря має сучасну назву Форамен (від лат. foramen «отвір»), пов'язану з близькою до зорі туманністю Замкова щілина (NGC 3324).

## Історія спостережень

### Відкриття та присвоєння назви
Не існує достовірних записів про спостереження або відкриття η Кіля до XVII століття, хоча голландський мореплавець Пітер Кейзер приблизно у 1595—1596 роках описав зорю 4-ї величини в місці, яке приблизно відповідає її положенню. Петер Планціус і Йодокус Хондіус відтворили ці дані на своїх небесних глобусах, а Йоганн Баєр включив зорю у свою «Уранометрію» 1603 року. Утім, незалежний зоряний каталог Фредеріка де Гаутмана від 1603 року не містив Ету Кіля серед інших зір четвертої величини на цій ділянці неба.
Перший надійний запис про неї належить Едмонду Галлею, який описав її в 1677 році як Sequens (тобто «наступну» відносно іншої зорі) всередині нового на той час сузір'я Дуб Карла. «Каталог Південного неба» Галлея вийшов друком 1679 року. Зоря була також відомою під позначеннями Баєра як η Дуба Карла і η Корабля Арго.
1751 року Нікола Луї де Лакайль наніс на зоряні карти «Корабель Арго» і «Дуб Карла» й розділив їх на кілька менших сузір'їв. Зоря опинилася в «кільовій» частині Корабля Арго, яка пізніше отримала назву сузір'я Кіля. η Кіля стала широко відомою лише 1879 року, коли Бенджамін Гулд у своїй Аргентинській уранометрії зрештою розніс зорі «Корабля Арго» по його дочірніх сузір'ях.
η Кіля лежить надто далеко на південь, тому не належить до «28 будинків» традиційної китайської астрономії. Вона потрапила лише до Південних астеризмів, виділених на початку XVII століття. Разом із s Кіля, Лямбдою Центавра і Лямбдою Мухи, η Кіля сформувала астеризм 海山 (Море і Гори). Ета Кіля має назви Тінь-Ші (天社 — «Небесний вівтар») і Форамен. Також була відома як Хай-Шань-ер (海山二), «друга зоря Моря та Гір».

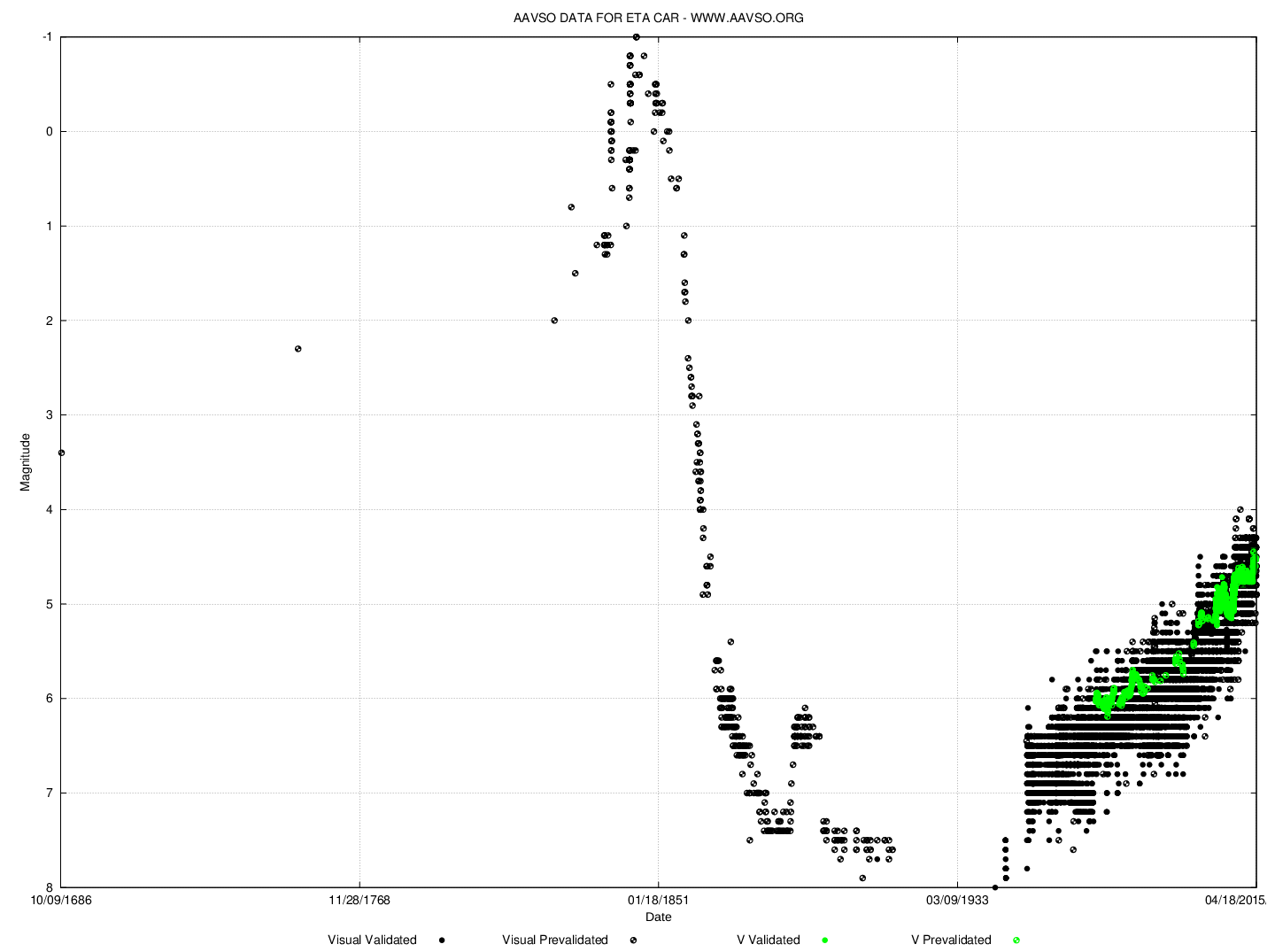
Зміна яскравості Ети Кіля починаючи з найбільш ранніх спостережень дотепер

Упродовж історії спостережень η Кіля істотно змінювала свою яскравість. У своєму каталозі Галлей вказував для неї четверту видиму зоряну величину, що відповідає приблизно 3,3m за сучасною шкалою. Кілька розрізнених ранніх спостережень дозволяють припустити, що протягом більшої частини XVII століття зоря не була значно яскравішою, ніж ця величина. Спорадичні спостереження упродовж наступних 70 років теж показують, що вона ймовірно мала 3-тю величину, або й була тьмянішою, проте 1751 року Лакайль надійно визначив її яскравість на рівні 2m. Достеменно невідомо, чи змінювала зоря яскравість упродовж наступних 50 років; існують рідкісні записи, такі як Вільяма Берчелла 1815 року, де η Кіля записана як 4-ї величини, але незрозуміло, чи то результат його спостережень, чи просто відтворення якоїсь попередньої інформації.

### «Великий спалах»
1827 року Берчелл відзначив збільшення яскравості Ета Кіля до 1-ї зоряної величини і став першим, хто висловив гіпотезу про її змінність. Джон Гершель у 1830-х роках виконав серію точних вимірювань, яка показує, що яскравість зорі коливалася в районі 1,4 зоряної величини аж до листопада 1837 року. Увечері 16 грудня 1837 року Гершель був вражений тим, що зоря за своєю яскравістю перевершила Рігель. Ця подія поклала початок 18-річного періоду в еволюції η Кіля, відомого як «Великий спалах».

η Кіля збільшувала свою яскравість до січня 1838 року, досягнувши блиску, приблизно рівного α Центавра, після чого почала трохи слабшати впродовж наступних 3 місяців. Після цього Гершель залишив Південну півкулю і перестав спостерігати за зорею, але отримував кореспонденцію від преподобного У. С. МакКея з Калькутти, який писав йому в 1843 році:
«На мій великий подив, у березні цього року я побачив, як η Корабля Арго стала зорею першої величини, що сяє з яскравістю Канопуса, а кольором і розмірами дуже нагадує Арктур».
Спостереження на Мисі Доброї Надії показали, що з 11 по 14 березня 1843 року зоря перевершувала за яскравістю Канопус, а потім почала згасати, проте потім знову почала збільшувати блиск, з 24 по 28 березня досягнувши рівня яскравості між Альфою Центавра й Канопусом, і знову почала тьмяніти. Протягом більшої частини 1844 року за яскравістю зоря перебувала між Альфою і Бетою Центавра, тобто її видимий блиск становив близько +0,2m, але до кінця року він знову почав рости. У 1845 році яскравість зорі досягла –0,8m, згодом –1,0m. Піки яскравості, які припали на 1827, 1838 і 1843 роки, судячи з усього, обумовлені проходженням періастру зорями подвійної системи η Кіля, коли вони були найближче одна до одної. Від 1845 до 1856 року яскравість падала приблизно на 0,1 зоряної величини за рік, але з можливими стрімкими й значними коливаннями.
Від 1857 року яскравість зменшувалася швидкими темпами, поки в 1886 році зоряна система не перестала бути видимою неозброєним оком. Обчислення показали, що цей ефект швидше викликаний конденсацією пилу з викинутої речовини, яка оточує зорю, а не власне зміною світності.

### Менший спалах
Чергове збільшення яскравості розпочалося близько 1887 року. До 1892 року зоря досягла позначки 6,2 зоряної величини, потім до березня 1895 блиск впав до 7,5m. Попри виключно візуальний характер спостережень спалаху 1890 року, було підраховано, що хмари пилу і газу, викинуті під час «Великої спалаху», закривають від нас η Кіля і погіршили її видимість приблизно на 4,3m. За відсутності цих перешкод яскравість зоряної системи на той момент мала б сягати близько 1,5—1,9 зоряної величини, тобто значно перевершувати блиск, що спостерігався. Це була свого роду зменшена копія «Великого спалаху», зі значно меншими викидами речовини.

### XX століття
Між 1900 і принаймні 1940 роками здавалося, що Ета Кіля перестала змінювати яскравість і застигла на рівні 7,6 зоряної величини. Однак 1953 року було відзначено підвищення яскравості до 6,5m. Підвищення яскравості йшло стабільно, але з досить регулярними варіаціями в декілька десятих зоряної величини.
1996 року було виявлено, що варіації яскравості відбуваються з періодичністю 5,52 року. Пізніше період уточнили до 5,54 року. Гіпотезу про наявність в системі другого компонента підтвердили спостереження за змінами в радіальній швидкості системи, а також за зміною профілю спектральних ліній. Спостереження системи велися в радіо-, оптичному та ближньому інфрачервоному діапазоні в момент можливого проходження періастру наприкінці 1997 і на початку 1998 року. Водночас було відзначено повне зникнення рентгенівського випромінювання від зоряної системи, викликаної ефектом зустрічного зоряного вітру. Підтвердження існування у зорі яскравого супутника значно поліпшило розуміння фізичних характеристик η Кіля та її змінності.
Несподіване подвоєння яскравості в 1998—1999 роках повернуло зоряну систему в зону видимості неозброєним оком. На момент спектроскопічних досліджень 2014 року видима зоряна величина подолала позначку в 4,5m. Яскравість не завжди послідовно змінюється на різних довжинах хвиль і не завжди в точності повторює 5,5-річний цикл. Радіо- та інфрачервоні спостереження, а також спостереження з орбітальних телескопів розширили можливості спостереження за η Кіля і дали змогу відстежити зміни в спектрі.

## Видимість

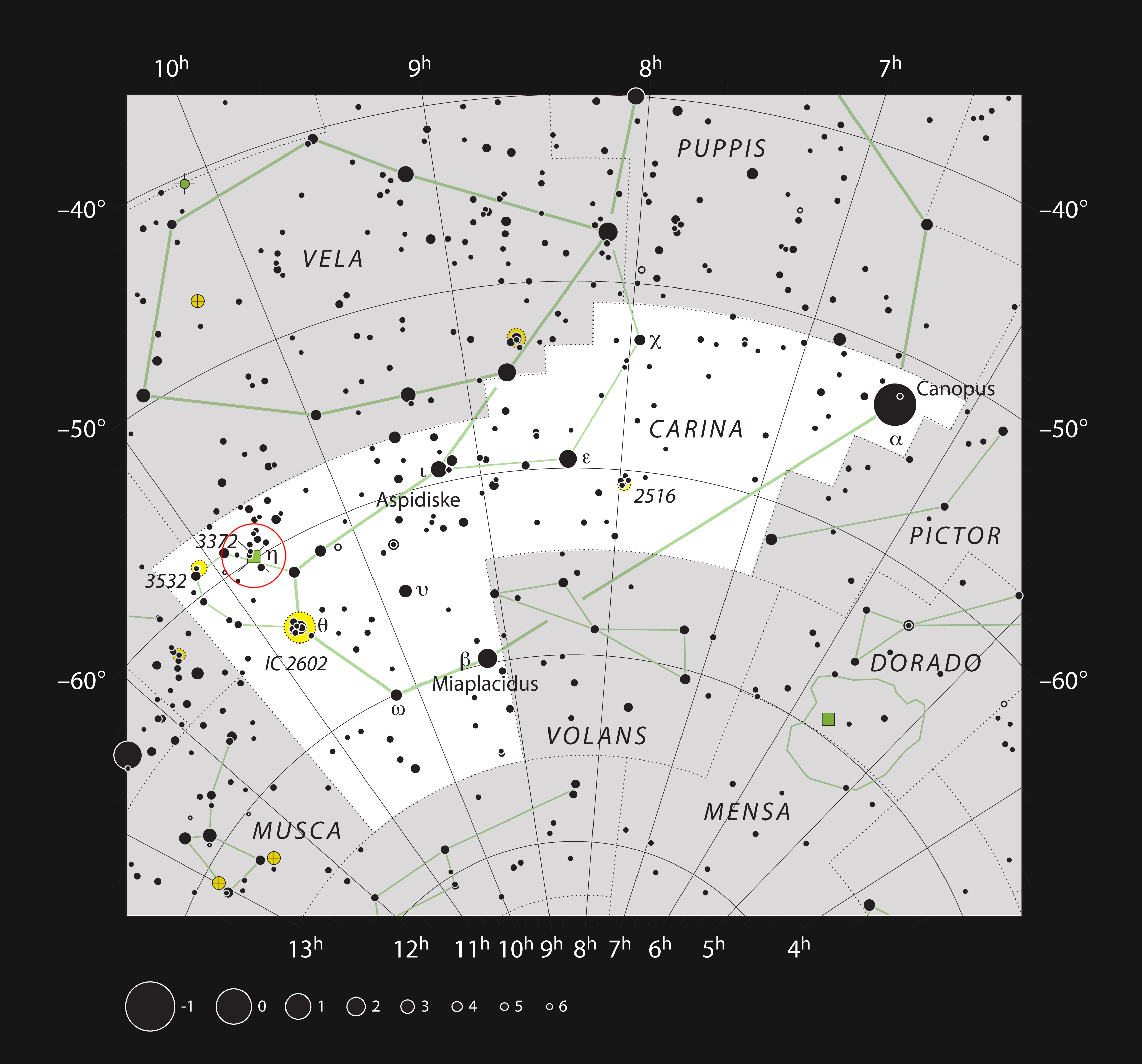
Сузір'я Кіля. Ета Кіля і Туманність Кіля обведені червоним кружком у лівій частині малюнка

Як зорю, що має 4-ту зоряну величину (станом на 2018 рік), η Кіля добре видно неозброєним оком за відсутності світлового забруднення. Утім, в історичний час її яскравість коливалася в дуже широкому діапазоні — від другої за яскравістю на нічному небі у XIX столітті до невидимої для неозброєного ока. Зоря розташована на –59° південної небесної півкулі, тож її не можна побачити з Європи і з більшої частини Північної Америки.
На небосхилі η Кіля розташована між Канопусом і Південним Хрестом. Її добре видно як найяскравішу із зір всередині великої й помітної для неозброєного ока туманності Кіля. При спостереженні в аматорський телескоп зорю видно всередині V-подібної пилової смуги туманності, вона має оранжевий колір і не схожа на зоряний об'єкт. Спостереження з високою роздільною здатністю дозволяють побачити дві помаранчеві «пелюстки» навколишньої біполярної відбивної туманності, відомої як «Гомункул», що тягнуться в різні боки від яскравого центрального ядра. Астрономи-аматори, які відстежують змінні зорі, можуть порівняти її яскравість з кількома зорями 4-ї і 5-ї величин, розташованими поблизу туманності.
Радіант виявленого в 1961 році слабкого метеорного потоку Ета Карініди дуже близький до η Кіля. Метеорний потік чітко спостерігається з 14 по 28 січня, а його пік припадає на 21 січня. Метеорні дощі ніяк не пов'язані з тілами поза Сонячною системою, і близькість до Ети Кіля — простий збіг.

### Видимий спектр

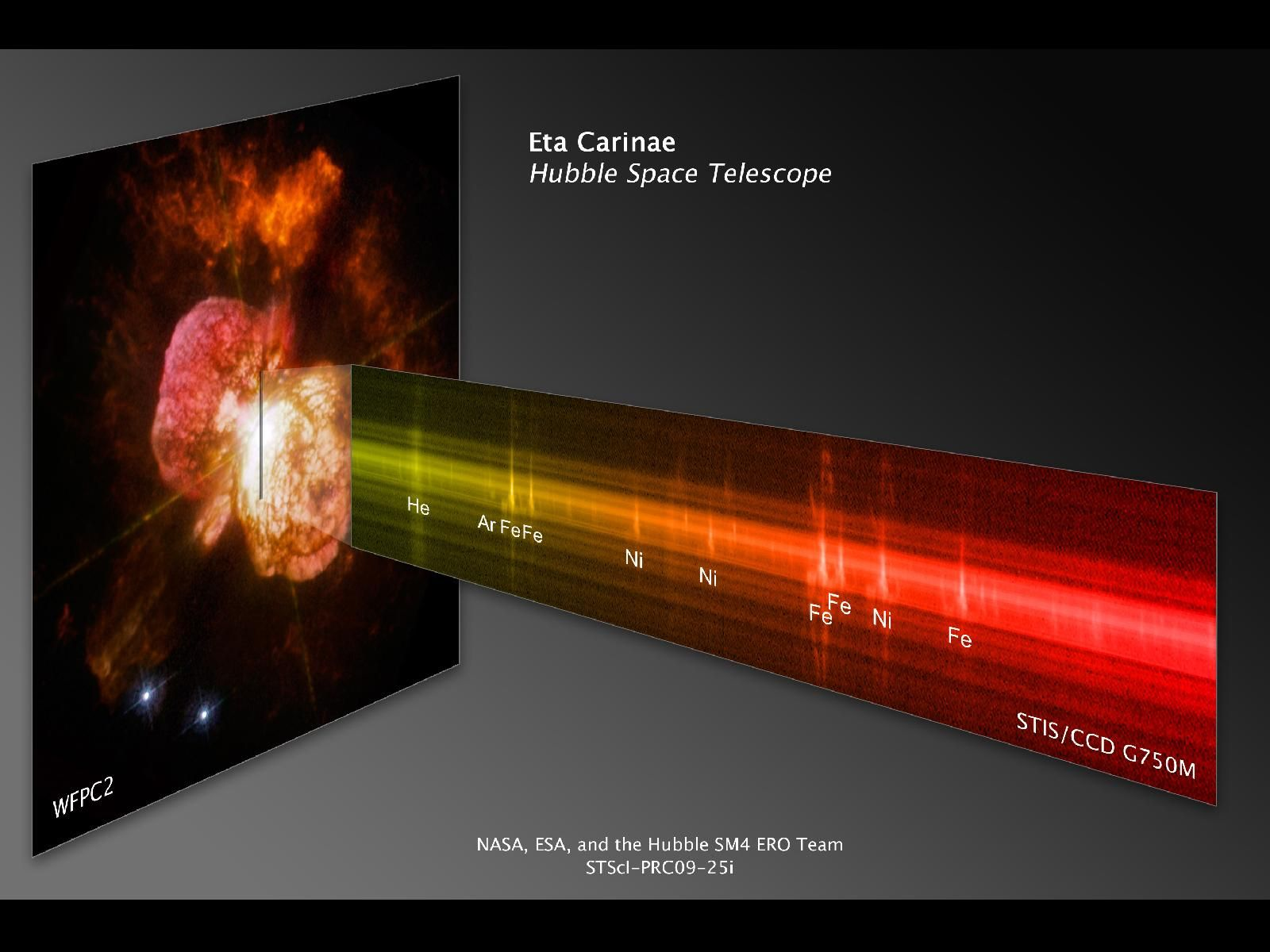
Монтаж знімка Ети Кіля і туманності Гомункул, зроблений на Космічному телескопі Хаббл (HST), з незвичайним емісійним спектром в ближній ІЧ області, знятим на спектрографі STIS HST

Ширина і форма спектральних ліній Ети Кіля досить мінлива, але водночас вони мають низку відмітних особливостей. У спектрі Ети Кіля яскраво виражені емісійні лінії, зазвичай широкі, хоча на них і накладається вузький центральний компонент спектра із щільного іонізованого газу туманності, особливо від глобул Вайгельта (маленьких відбивних туманностей у центрі Гомункула). Більшість ліній мають тип профілю зорі P Лебедя (профіль ліній, звичайний для яскравих блакитних змінних), але зі значно слабшим поглинанням, ніж емісія. Широкі спектральні лінії типу P Лебедя характерні для сильного зоряного вітру, але в цьому випадку вони мають дуже низьку абсорбцію, оскільки зорю приховує газова оболонка, яка розширюється. У крилах ліній можна помітити ознаки томсонівского розсіювання на електронах, хоча й слабкого, що можна інтерпретувати як прояв неоднорідної структури зоряного вітру. Лінії водню сильно виражені, що свідчить на користь того, що η Кіля зберегла більшу частину своєї водневої оболонки. Лінії HeI набагато слабші водневих, а відсутність ліній HeII дає змогу встановити верхню межу на температуру головної зорі. Лінії NII ідентифіковані, але слабкі, тоді як вуглецевих ліній не виявлено зовсім, а лінії кисню в кращому разі вкрай слабкі, що свідчить про горіння водню в ядрі через CNO-цикл, який трохи зачіпає і приповерхневі шари. Можливо, одна з найбільш характерних особливостей спектру η Кіля — помітні емісійні лінії FeII, як дозволені, так і заборонені; останні виникають при збудженні газу розрідженої туманності навколо зорі.
Найбільш ранні аналізи спектру зорі спираються на спостереження 1869 року, в ході яких виявлено лінії «C, D, b, F, з головною зеленою азотною лінією». Спостерігач зазначив, що лінії поглинання не спостерігаються зовсім. Літерні позначення подано за Фраунгофером. Вони відповідають: Hα, HeI («D» зазвичай застосовували для позначення подвійної лінії натрію, але «d» або «D3» було використано для близької лінії гелію), FeII і Hβ. Припускають, що остання зазначена лінія належить FeII, дуже близько до зеленої лінії «небулію», нині відомого як двічі іонізований кисень, OIII.
Фотографічні спектри 1893 року описувалися як подібні до зорі спектрального класу F5, але з кількома слабкими емісійними лініями. Аналіз за сучасними стандартами спектрографії вказує на зорю раннього спектрального класу F. До 1895 року спектр знову складався переважно із сильних емісійних ліній, при цьому лінії поглинання були, але були сильно перекриті емісійними. Такого роду спектральні переходи від надгіганта класу F до сильних емісійних ліній характерні для нових зір, коли викинута речовина спочатку випромінює як псевдофотосфера, а потім, коли оболонка розширюється і тоншає, проявляється емісійний спектр випромінювання.
Емісійний лінійчатий спектр, асоційований зі щільним зоряним вітром, продовжував спостерігатися з кінця XIX століття. Окремі лінії демонструють широкі варіації ширини, профілю та доплерівського зсуву, іноді різні швидкісні компоненти виявляються всередині однієї лінії. Спектральні лінії також змінюються з часом, найбільш сильно з періодом в 5,5 року, але видно й коротші або довші періоди з меншою амплітудою, а також тривалі секулярні (неперіодичні) зміни. Спектр світла, відбитого від глобул Вайгельта, в основних рисах подібний до зорі HDE 316285, яка гранично яскраво проявляє особливості типу P Лебедя і має спектральний клас B0Ieq.

### Ультрафіолетовий спектр
Ультрафіолетовий спектр системи Ета Кіля багатий на емісійні лінії іонізованих металів, наприклад: FeII, CrII, Лайманаα (Lyα), а також має потужний неперервний (суцільний) спектр від центрального гарячого джерела. Існування таких рівнів іонізації та неперервного спектра вимагає наявності джерела з температурою принаймні 37 000 K.
Певні УФ-лінії FeII незвично сильні. Вони походять із глобул Вайгельта і механізм їх утворення схожий на дію лазера з низьким коефіцієнтом посилення. Іонізований водень між глобулами й центральною зорею генерує інтенсивну Lyα емісію, яка проникає крізь глобули. Глобули містять атомарний водень з малою домішкою інших елементів, включаючи фотоіонізоване від радіації центральних зір залізо. Випадковий резонанс (де емісія за збігом має відповідну енергію для накачування до збудженого стану) дозволяє Lyα емісії накачувати іони Fe+ до певного псевдометастабільного стану, провокуючи інверсію електронного населення, яка в свою чергу викликає вимушене випромінювання. Цей ефект схожий за своєю суттю на мазерні емісії зі щільних ділянок навколо багатьох холодних надгігантів. Але у візуальному та УФ спектрі цей ефект значно слабший, і η Кіля — єдине достовірне джерело в ультрафіолеті. Схожий ефект від накачування метастабільного стану OI через емісію Lyβ, також підтверджується як ще один приклад астрофізичного УФ лазера.

### Інфрачервоний спектр

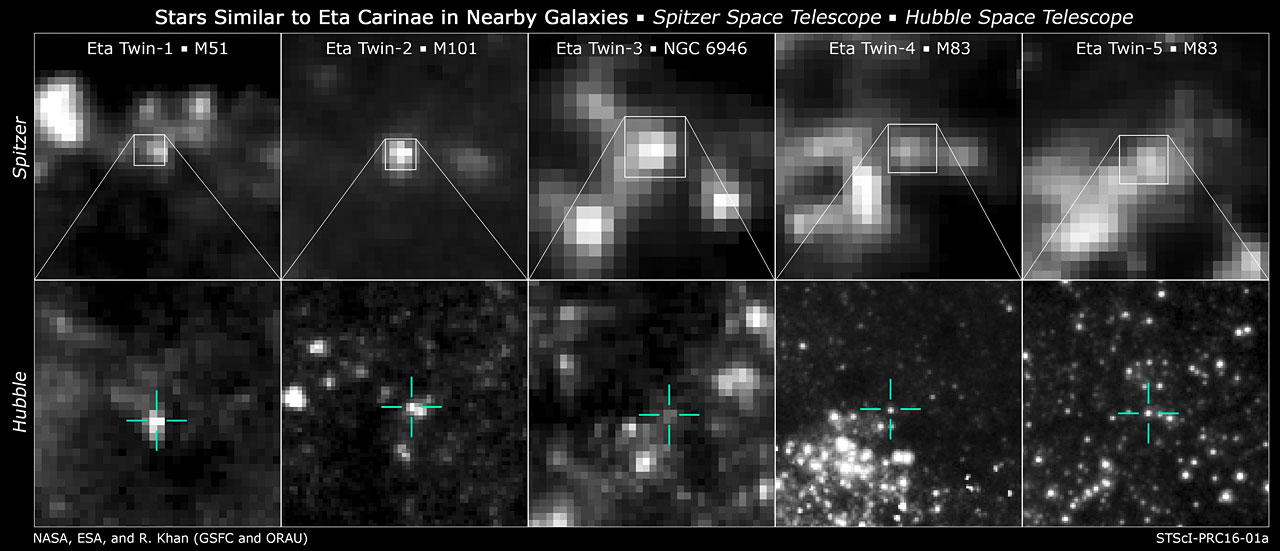
Зорі, що нагадують Ету Кіля, в сусідніх галактиках

Більша частина електромагнітного випромінювання від центральних зір поглинається навколишнім пилом, і потім перевипромінюється в середньому й далекому інфрачервоному діапазоні, який відповідає температурі пилу. Це дозволяє спостерігати майже повний енергетичний потік системи на довжинах хвиль, які слабко поглинаються міжзоряним середовищем, що дозволяє робити точніші оцінки світності, ніж для інших надзвичайно світних зір. Ета Кіля — найяскравіше джерело випромінювання в середньому інфрачервоному діапазоні на земному небосхилі.
Спостереження в далекому інфрачервоному діапазоні дозволяють вирізнити величезну масу пилу з температурою близько 100—150 K, що дозволяє оцінити масу туманності Гомункул у 20 сонячних мас або й більше. Це набагато більше, ніж оцінювали раніше, і вважають, що всю цю масу вивержено впродовж декількох років під час «Великого спалаху».
Спостереження в інфрачервоному спектрі можуть проникнути крізь пил і з високою роздільною здатністю показати особливості, які зовсім невидимі в оптичному діапазоні, хоча й не самі центральні зорі. Центральний регіон Гомункула містить менші регіони: Малий Гомункул, що залишився після спалаху 1890-х років, метелик — розсіяні скупчення і нитки, що залишилися після двох спалахів, а також видовжений регіон зоряного вітру.

### Високоенергетичне випромінювання

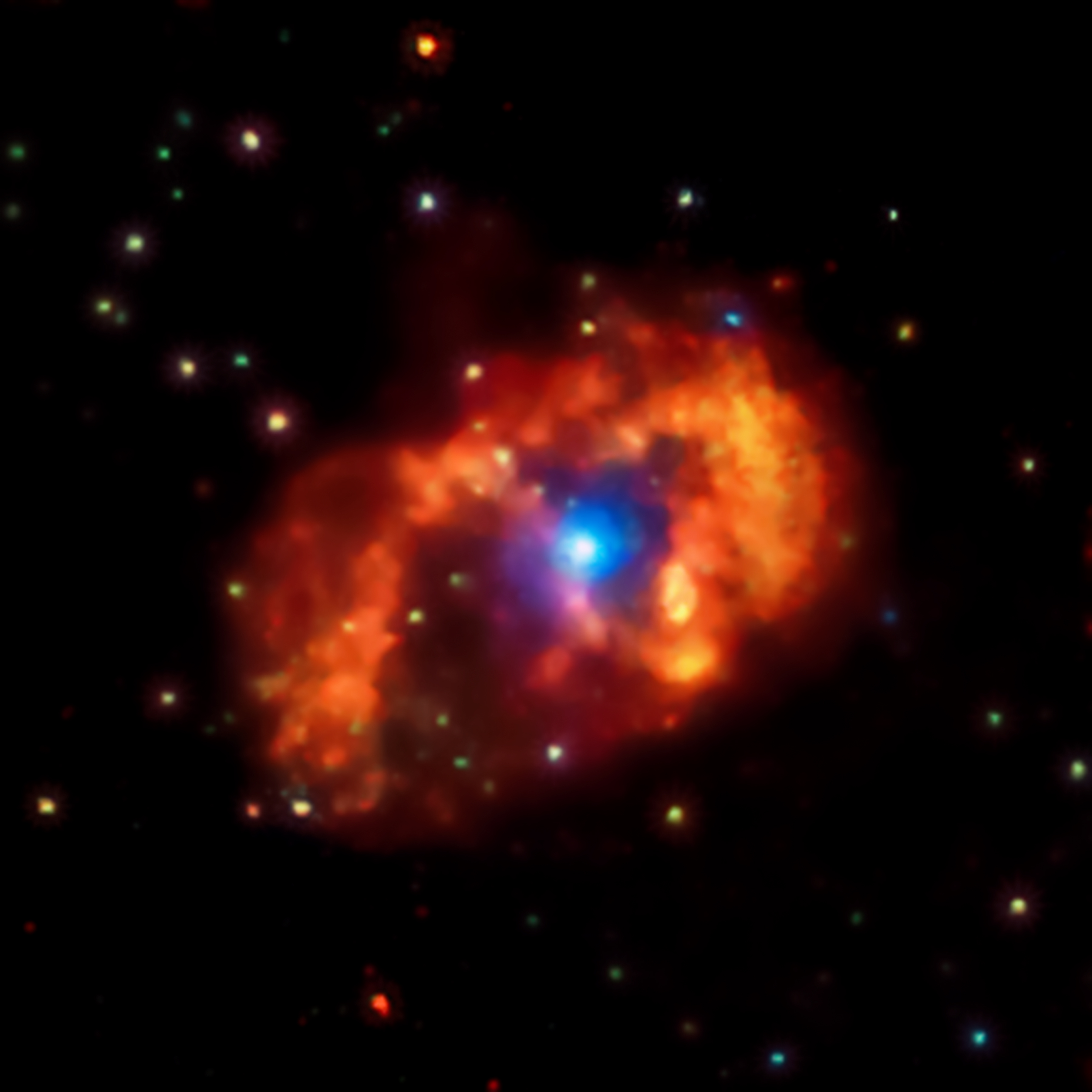
Рентгенівське випромінювання навколо Ети Кіля (червоне — низькі енергії, синє — високі)

В районі Ети Кіля виявлено кілька джерел рентгенівського і гамма-випромінювання, наприклад 4U 1037-60, що входить до 4-го каталогу космічної обсерваторії Ухуру, або 1044-59 за каталогом HEAO-2. Найбільш ранні спостереження рентгенівського випромінювання в регіоні Ета Кіля зроблено з метеорологічної ракети Тер'єр-СендГоук (Terrier-Sandhawk), запущеної в США 1972 року, потім їх продовжила космічна обсерваторія Ariel V, OSO 8, і Uhuru.
Більш детальні спостереження потім виконано місією HEAO-2, рентгенівським телескопом ROSAT, місією ASCA і телескопом Чандра. Виявлено багато джерел на різній довжині хвиль поблизу від високоенергетичного електромагнітного спектра: жорсткі рентгенівські і гамма-промені всередині області в 1 світловий місяць від Ети Кіля; жорстке рентгенівське випромінювання з центрального району завширшки 3 світлових місяця; виразно помітна підковоподібна структура, випромінююча низькоенергетичних рентгенівських променів, завдовжки 0,67 парсека (2,2 світлового року), яка відповідає фронту ударної хвилі часів «Великої Спалаху»; розсіяне рентгенівське випромінювання, розподілене по всій площі Гомункула, а також численні ущільнення і дуги за межами головного кільця.
Усе високоенергетичне випромінювання, пов'язане з η Кіля, варіюється залежно від орбітального циклу (5,5 років). Спектральний мінімум, або «рентгенівське затемнення», спостерігалося в липні і серпні 2003 року, а за схожою по суті подією у 2009 і 2014 роках активно спостерігали. Найбільш високоенергетичне гамма-випромінювання на рівні понад 100 Мев, яке зафіксував КА AGILE, показало високу мінливість, тоді як низькоенергетичне, яке спостерігав КА Фермі, було досить сталими.

### Радіовипромінювання
Радіовипромінювання від Ети Кіля спостерігається переважно в мікрохвильовому діапазоні. Його виявлено на довжині хвилі радіолінії нейтрального гідрогену, проте детальніше вивчено в міліметровому і сантиметровому діапазоні. Мазеровані лінії рекомбінації водню виявлено саме в цьому діапазоні. Емісія сконцентрована в невеликому неточковому радіоджерелі, завширшки менш ніж кутових секунди, і являє собою гальмівне випромінювання, що виходить від іонізованого газу, пов'язаного з компактним районом HII, який має температуру близько 10 000 K. Детальніші радіоспостереження дозволяють розрізнити радіоджерело у вигляді диска діаметром кілька кутових секунд завширшки у 10 000 а. о, що оточує Ету Кіля.
Радіовипромінювання від Ети Кіля характерне постійними змінами в силі та розподілі з циклом в 5,5 років. Лінії HII і рекомбінації дуже сильно варіюються, з емісією континууму (широкосмугове випромінювання на різних довжинах хвиль), менш порушеною. Це виражається в різких зниження рівня іонізації водню впродовж коротких періодів у кожному циклі і збігається зі спектроскопічними подіями на інших довжинах хвиль.

## Навколишній простір

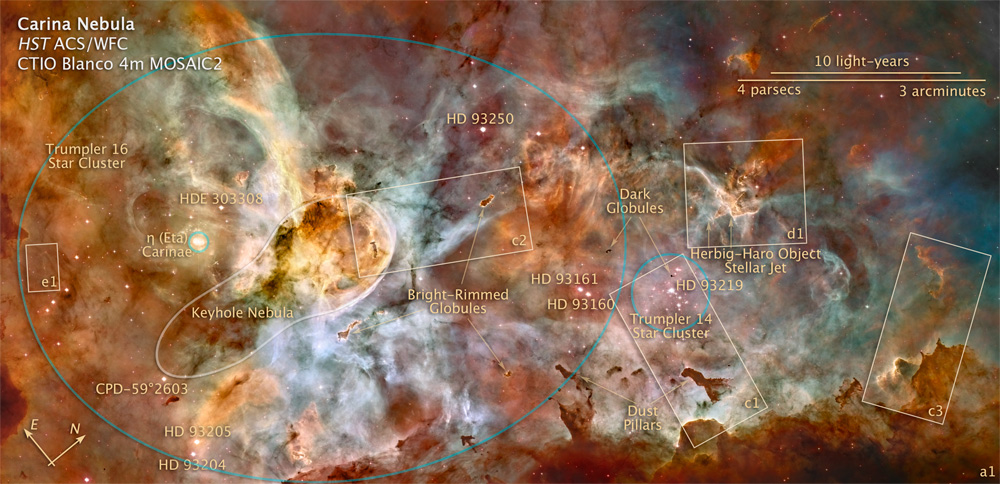
Зображення туманності Кіля з анотаціями

Ета Кіля розташована в глибині туманності Кіля, гігантської області зореутворення в Рукаві Стрільця нашої галактики Чумацький Шлях. Ця туманність — добре помітний неозброєним поглядом об'єкт на південному нічному небі, який являє собою складне поєднання емісійної, відбивної та темної туманностей. Як відомо, Ета Кіля розташована на однаковій з туманністю відстані від Землі, і відбиття її спектра можна побачити на багатьох хмарах зореутворення поблизу. Зовнішній вигляд туманності Кіля, і зокрема району «Замкової щілини» значно змінився відтоді, як його описав Джон Гершель понад 150 років тому. Вважають, що це прямо пов'язано зі скороченням іонізуючого випромінювання від Ети Кіля від часів «Великого Спалаху». До «Великого Спалаху» система Ета Кіля вносила близько 20 % до загальної іонізації туманності, але тепер щільно блокована хмарами газу і пилу.

### Трюмплер 16
Ета Кіля розташована всередині розсіяного зоряного скупчення Трюмплер 16. Всі інші зорі скупчення перебувають нижче порога спостережності неозброєним оком, навіть попри те, що WR 25 — ще одна екстремально яскрава зоря. Трюмплер 16 та її сусід Трюмплер 14 — два найбільш помітних зоряних скупчення зоряної асоціації OB1 Кіля, великої групи з яскравих молодих зір, об'єднаних загальним рухом крізь простір.

### Гомункул

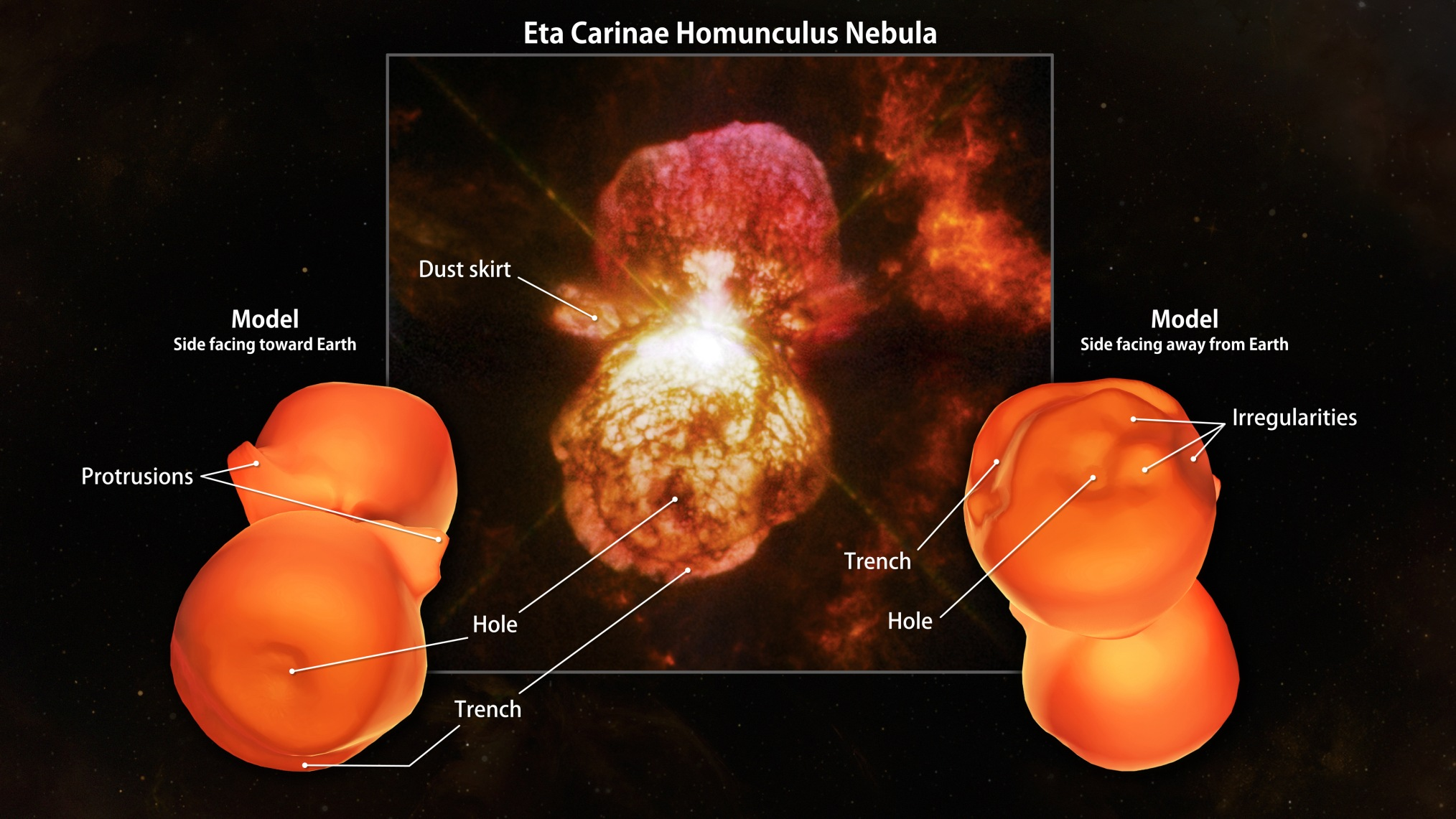
Тривимірна модель Гомункула

Ета Кіля розташована всередині туманності Гомункул і її висвітлює. В основі своїй Гомункул складається з газу і уламків, викинутих під час «Великого спалаху» в середині XIX століття. Туманність складається з двох полярних одна до одної «лопатей», вирівнених до осі обертання зорі, а також екваторіальної «спідниці». Спостереження при максимальній роздільній здатності виявляють більше дрібних деталей: Малий Гомункул всередині основної туманності, який можливо з'явився під час спалаху 1890 року; струмінь; тонкі потоки газу і вузлики речовини, особливо помітні в регіоні «спідниці»; і три глобули Вайгельта — щільні газові хмари, розташовані дуже близько від зорі.
Найбільш вірогідно, що Лопаті Гомункула сформувались одразу після першого спалаху, а не з попередньо виверженої чи міжзоряної речовини, однак дефіцит речовини поблизу екваторіальної площини припускає пізнішу взаємодію між зоряним вітром і виверженою речовиною. Маса Лопатей Гомункула оцінюється в межах від 12—15 до 40 сонячних мас і дає чітке уявлення про масштаби «Великого спалаху». Речовина, викинута під час «Великого спалаху» більше сконцентрована в районі полюсів; 75 % маси і 90 % кінетичної енергії випущено вище широти в 45°.
Для Гомункула характерна унікальна особливість — можливість отримати дані про спектр центрального об'єкта на різних широтах за його відбиттям на різних ділянках «лопатей». Це говорить про полярний вітер, коли зоряний вітер швидший і сильніший на високих широтах через швидке обертання, яке спричиняє «гравітаційне світлішання» в напрямку полюсів. На противагу цьому ближче до екваторіальної площини спектр показує вищу температуру збудження. Судячи з усього, зовнішня оболонка Ети Кіля A не занадто сильно конвективна — інакше б це запобігло «гравітаційному затемненню». Поточна вісь обертання зорі не відповідає орієнтації туманності в просторі. Швидше за все, це викликано впливом Ети Кіля B, що також змінює напрям спостережуваного зоряного вітру.

## Відстань
Відстань до Ета Кіля з'ясовано поєднанням різних методів, що дало широко прийняту величину 2300 пк (7800 світлових років), з похибкою близько 100 пк (330 світлових років). Відстань до Ети Кіля неможливо встановити за допомогою вимірювання паралакса через велику відстань і наявність навколишньої туманності. Очікується, що в каталозі «Гіппаркос» принаймні ще дві зорі знаходяться на схожій відстані: HD 93250 в скупченні Трюмплер 16 і HD 93403, інший член Трюмплер 16 або, можливо, Трюмплер 15. Вважають, що всі ці зорі сформувалися в одній і тій самій молекулярній хмарі, але відстані до них занадто великі як для надійного вимірювання паралакса. Заміри паралакса для HD 93250 і HD 93403 дають показники в 0,53 ± 0,42 кутових мілісекунд і 1,22 ± 0,45 кутових мілісекунд відповідно, що дає відстань десь на проміжку від 2000 до 30 000 світлових років (від 600 до 9000 пк). Вважають, що найточніші дані про паралакс вдалося отримати місії «Gaia». Перший випуск даних місії подає паралакс у 0,42 ± 0,22 кутової мілісекунди і –0,25 ± 0,33 кутової мілісекунди відповідно для HD 93250 і HD 93204, але не для Ети Кіля.
Відстані до зоряних скупчень можна приблизно встановити за допомогою Діаграми Герцшпрунга — Рассела або діаграми колір-колір для калібрування даних про абсолютну величину зір для підгонки під головну послідовність або ідентифікації таких особливостей, як належність до «горизонтальної гілки», а значить і їх відстані від Землі. Також необхідно розуміти обсяги міжзоряного поглинання в напрямку зоряного скупчення, що проблематично у випадку Ети Кіля і схожих областей простору. Відстань 7330 світлових років (2250 пк) отримано через перевірку світності зір класу O в скупченні Трюмплер 16. Після виявлення міжзоряного почервоніння внаслідок поглинання і відповідної корекції вимірювань, відстань до більшості зір Трюмплер 14 і 16 встановлено як 9500 ± 1000 світлових років (2900 ± 300 пк).
Відомі темпи розширення Гомункула дають незвичайний геометричний спосіб вимірювання відстані. Виходячи з того, що лопаті туманності симетричні, проєкція туманності на небі залежить від відстані до неї. Величини в 2300, 2250, 2300 пк, встановлені для Гомункула і Ети Кіля, це очевидно одна й та сама відстань.

## Характеристики

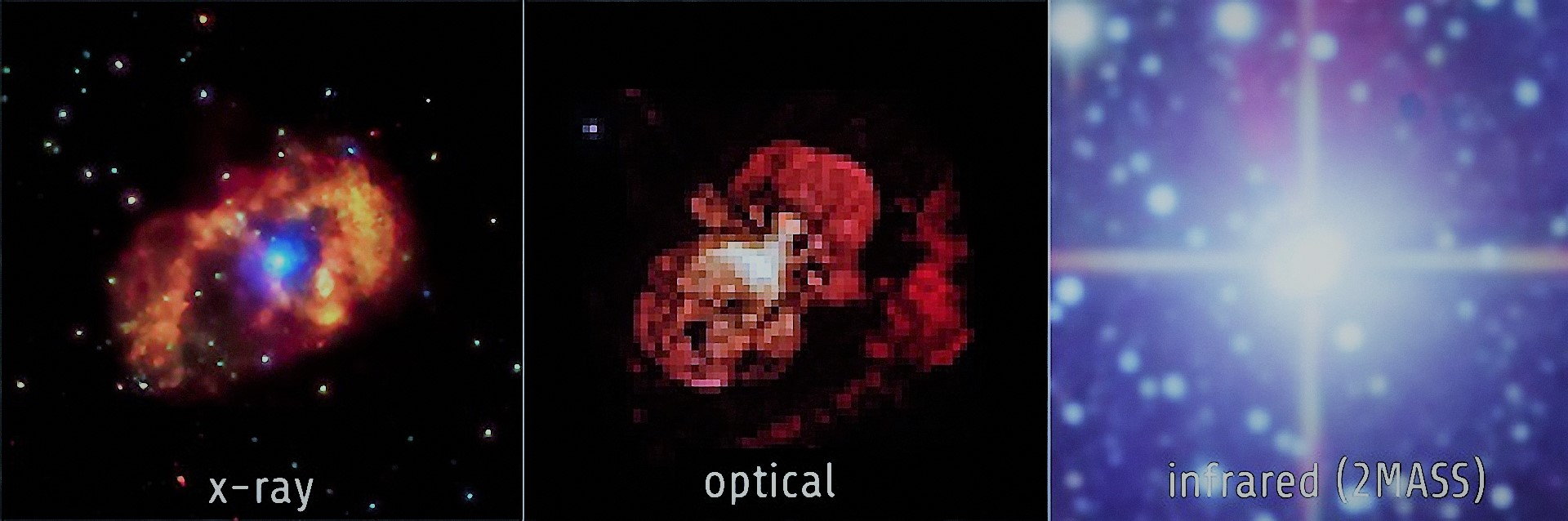
Рентгенівське, оптичне та інфрачервоне зображення Ети Кіля (26 серпня, 2014)

Зоряна система Ета Кіля станом на 2018 рік одна з наймасивніших серед тих, які можна вивчати з великою точністю. Спочатку Ету Кіля вважали наймасивнішою з одиночних зір, однак 1996 року бразильський астроном Аугусто Дамінеллі висловив гіпотезу про подвійний характер системи і 2005 року це було підтверджено. Обидві зорі здебільшого затемнені речовиною, виверженою з Ети Кіля A, і їхню температуру й світність можна встановити лише спостереженнями в інфрачервоному спектрі. Швидкі зміни в зоряному вітрі в XXI столітті дозволяють вважати, що саму зорю можна буде побачити, коли пил розсіється з її околиць.

### Орбіта

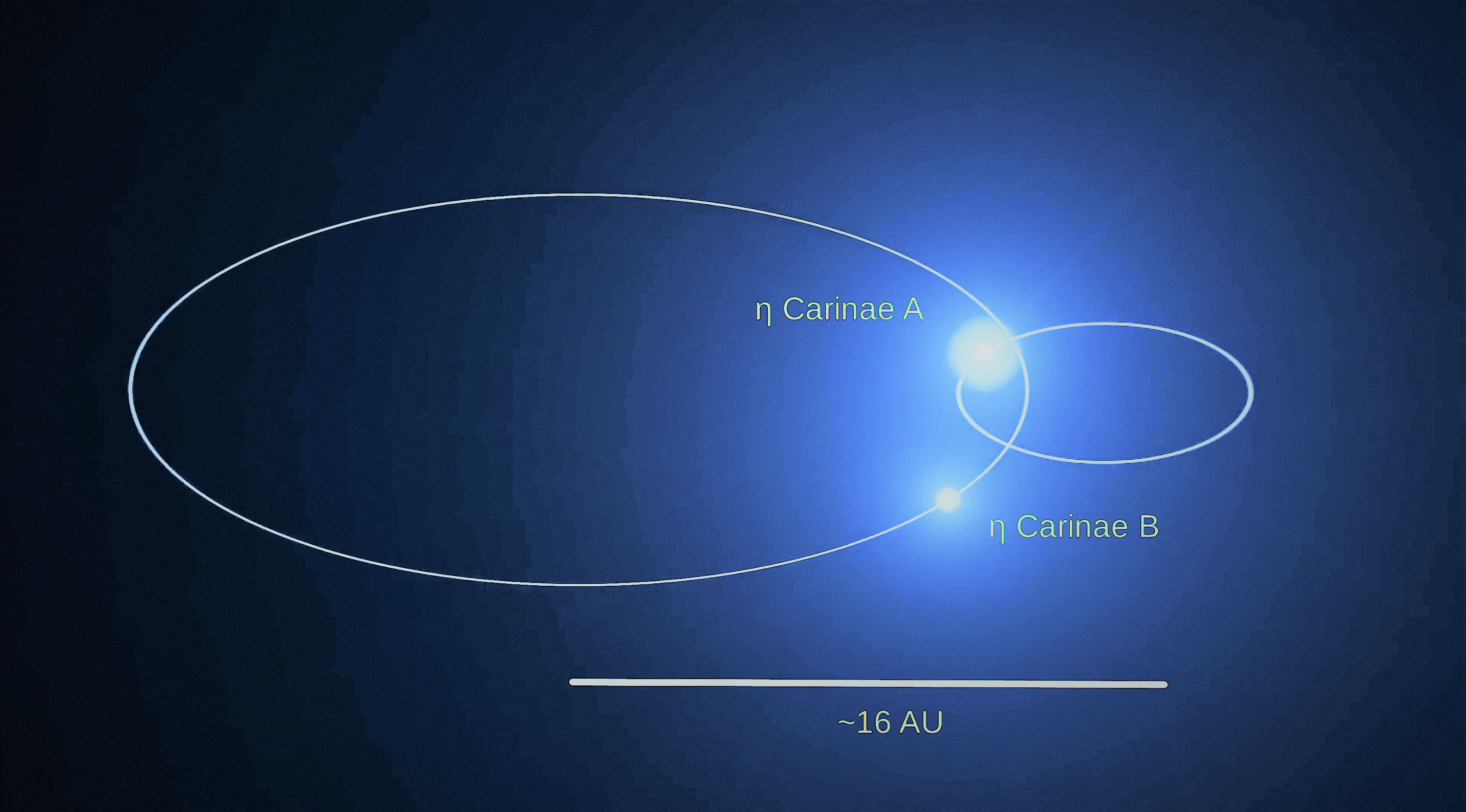
Орбіта Ети Кіля

Подвійна природа системи встановлена певно, навіть попри неможливість бачити компоненти безпосередньо або ж вирізнити спектроскопічно внаслідок розсіювання випромінювання і збуджень у навколишній туманності. Періодичні зміни у фотометрії і спектрі спонукали до пошуків супутників, а моделювання зіткнення зоряних вітрів і часткових затемнень деяких деталей у спектрі системи дозволили встановити приблизні орбіти.
Поточний період обертання встановлено як 5,539 років, хоча він змінюється з часом у зв'язку з втратою речовини і акрецією. Орбітальний період в часи між «Великим Спалахом» і меншим спалахом 1890 року становив приблизно 5,52 року, тоді як до «Великого Спалаху» міг бути коротшим, можливо між 4,8 і 5,4 роками. Орбітальна відстань відома лише приблизно, з великою піввіссю орбіти близько 15—16 а. о. Тобто орбіта має високий ексцентриситет, e = 0,9. Це означає, що відстань між зорями змінюється від близько 1,6 а. о., тобто приблизно як відстань між Марсом і Сонцем, до 30 а. о., тобто як відстань до Нептуна.
Можливо, найціннішою в точному знанні орбіт системи з двох зір є можливість безпосередньо обчислити їхню масу. Це вимагає знання точних параметрів орбіти та її нахилу. Більшість параметрів орбіти в системі Ети Кіля відомі лише приблизно, оскільки зорі не можна побачити безпосередньо і окремо одну від одної. Нахил змодельовано на рівні 130—145 градусів, але орбіта все ще невідома достатньо точно для визначення маси компонентів.

### Класифікація
Ета Кіля A класифікується як яскрава блакитна змінна (ЯБЗ) через характерні коливання спектру та яскравості. Цей тип змінних зір характеризується нерегулярними змінами від високотемпературного стану спокою до низькотемпературних спалахів за приблизно постійної світності. ЯБЗ в стані спокою лежать на вузькій «смузі нестабільності зір типу S Золотої Риби», чим зорі яскравіші, тим вони гарячіші. Під час спалахів всі ЯБЗ мають приблизно одну й ту саму температуру, близько 8000 K. ЯБЗ під час типового спалаху стає візуально яскравішою, ніж у стані спокою, попри те що болометрична світність залишається без змін.
Ще одна подія, схожа на «Великий спалах», спостерігалась за історію спостережень у Чумацькому шляху поки що лише один раз — на P Лебедя — і в кількох імовірних ЯБЗ в інших галактиках. Але жоден зі спалахів не досягав такої ж сили, як у Ети Кіля. Достеменно невідомо, чи це особливість лише наймасивніших ЯБЗ, пов'язана з близькістю компаньйона, чи це коротка, але загальна для великих зір фаза життя. Схожі події в інших галактиках помилково приймали за вибухи наднових, і називали їх «псевдонадновими», хоча до цієї групи можуть належати й зорі з іншими перехідними процесами нетермічного характеру, які наближають зорю за яскравістю до наднової.
Ета Кіля A — нетипова ЯБЗ. Вона має більшу світність, ніж будь-яка інша ЯБЗ в Чумацькому Шляху, хоча її можна порівняти з іншими «псевдонадновими», виявленими в інших галактиках. Нині зоря не перебуває у «смузі нестабільності S Золотої Риби», хоча досі напевно невідомо, яку температуру чи спектральний клас має основна зоря, і під час «Великого спалаху» вона була дещо холоднішою, ніж для типового спалаху ЯБЗ. Спалах 1890 року був більш схожим на типовий спалах ЯБЗ з раннім спектральним типом F, і, як вважають нині зоря має непрозорий зоряний вітер, що формує псевдофотосферу з температурами в районі 9000—14 000 K, що теж типово для ЯБЗ під час спалаху.
Ета Кіля B — це масивна, яскрава, гаряча зоря, про яку більше мало що достовірно відомо. Судячи за окремими і нехарактерними для основної зорі емісійними лініями в спектрі, Ета Кіля B може бути молодою зорею спектрального класу О. Багато авторів також вважають, що зоря являє собою або надгігант, або просто гігант, хоча не виключають, що вона може належати до класу зір Вольфа — Райє.

### Маса
Масу зір у системі складно встановити, не знаючи з точністю всіх елементів орбіти. Ета Кіля — двокомпонентна система, але немає точних даних щодо деяких ключових характеристик орбіт зір. Достеменно можна сказати лише, що маса центральної зорі перевищує 90 сонячних, судячи з її високої світності. Стандартна модель системи передбачає масу центральної зорі 100—120 сонячних і масу супутника 30—60 мас Сонця. Вищу масу передбачають для моделювання енерговиходу і масообміну «Великого спалаху», із загальною масою подвійної системи 250 сонячних до нього. Від моменту утворення Ета Кіля втратила значну частину маси і, як вважають, спочатку мала масу між 150 і 250 сонячних, хоча можливо у спалах зробив внесок і супутник зорі.

### Втрата маси

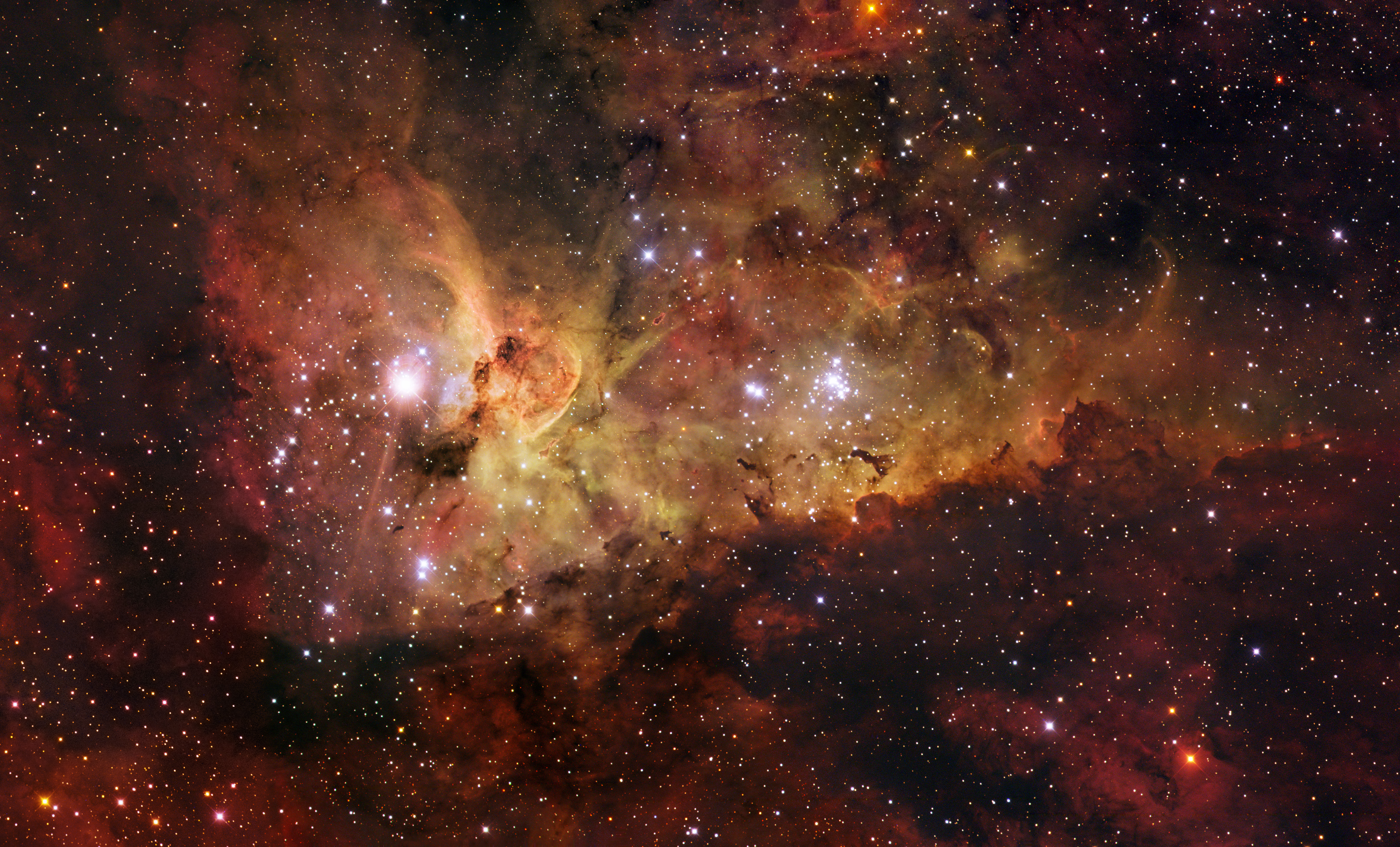
Туманність Кіля. Ета Кіля — найскравіша зоря, на лівому боці зображення.

Втрата маси — один із найбільш інтенсивно досліджуваних аспектів вивчення масивних зір. Якщо казати просто, спостережувані швидкості втрати маси в найкращих моделях зоряної еволюції не відповідають спостережуваним характеристикам масивних зір, що еволюціюють, на зразок Вольфа — Райє, числу і типу наднових або їхніх прабатьків. Щоб відповідати цим спостереженням, моделі вимагають набагато вищих обсягів втрати маси. Ета Кіля A має один із найвищих обсягів втрати маси серед спостережуваних, нині приблизно 10−3 сонячної маси на рік, і є очевидним кандидатом для досліджень.
Ета Кіля A втрачає так багато маси завдяки надзвичайно потужній світності й відносно слабкій поверхневій гравітації. Її зоряний вітер абсолютно непрозорий і проявляється у вигляді псевдофотосфери. Її оптично щільна поверхня приховує справжню поверхню зорі. Під час «Великого спалаху» рівень втрати маси був у тисячу разів більший, близько 1 сонячної маси на рік, упродовж десяти або більше років. Сукупна втрата маси під час спалаху становила близько 10—20 сонячних, що й дало змогу сформуватися Гомункулу. Менший спалах 1890 року створив Малого Гомункула, набагато меншу втрату маси — усього 0,1 сонячної. Більша частина речовини має вигляд вітру, що покидає Ету Кіля на швидкості близько 420 км/с, але частина речовини спостерігається на швидкості до 3200 км/с, можливо її здуває зоря-супутник з акреційного диску.
Ета Кіля B теж втрачає масу через зоряний вітер, але спостерігати це безпосередньо неможливо. Моделі випромінювання, викликаного зіткненням двох зоряних вітрів, показують темп втрати маси в районі 10−5 сонячних мас на рік на швидкості до 3000 км/с, що типово для гарячих зір класу O. На частині орбіти з високим ексцентриситетом другий компонент системи отримує речовину з Ети Кіля А шляхом акреції. Під час «Великого спалаху» на центральній зоря, зоря-супутник можливо акреціювала кілька сонячних мас речовини і вивергнула потужні струмені, які й сформували біполярний вигляд туманності Гомункул.

### Світність
Компоненти в подвійній системі Ети Кіля повністю приховані пилом і непрозорим зоряним вітром, з більшою частиною ультрафіолетового та візуального випромінювання зміщеними в інфрачервоний спектр. Сумарне електромагнітне випромінювання на всіх довжинах хвиль для обох компонентів системи становить кілька мільйонів світності Сонця. Найкраща оцінка світності для центральної зорі — 5 мільйонів сонячних, що робить її однією з найяскравіших у нашій галактиці. Світність Ети Кіля B невідома з достатньою точністю, можливо кілька сотень тисяч, але не більш як мільйон.
Найбільш гідна уваги особливість Ети Кіля — потужний спалах псевдонаднової, який стався на центральній зорі в 1843 році. Кілька років після цього зоря випромінювала стільки ж світла, як неяскрава наднова, але попри це залишилася існувати. За підрахунками пікова світність системи досягала 50 мільйонів сонячних. Інші псевдонаднові зафіксовано в інших галактиках, наприклад, подія SN 1961v в галактиці NGC 1058 і SN 2006jc в галактиці UGC 4904.
Після «Великого спалаху» Ета Кіля була затемнена виверженою матерією, що призвело до сильного зсуву візуального випромінювання в червоний бік спектру. Зоря втратила приблизно 4 зоряні величини у видимому діапазоні, а це означає, що загальна (болометрична) світність повернулася до рівня перед спалахом. Ета Кіля все ще набагато яскравіша саме в інфрачервоному спектрі, навіть попри передбачувані гарячі зорі прямо за туманністю. Нещодавнє збільшення яскравості зорі, як передбачають, здебільшого спричинене зменшенням поглинання через розсіювання пилу з системи, або зменшення викиду маси, але не власне збільшенням яскравості зорі.

### Температура

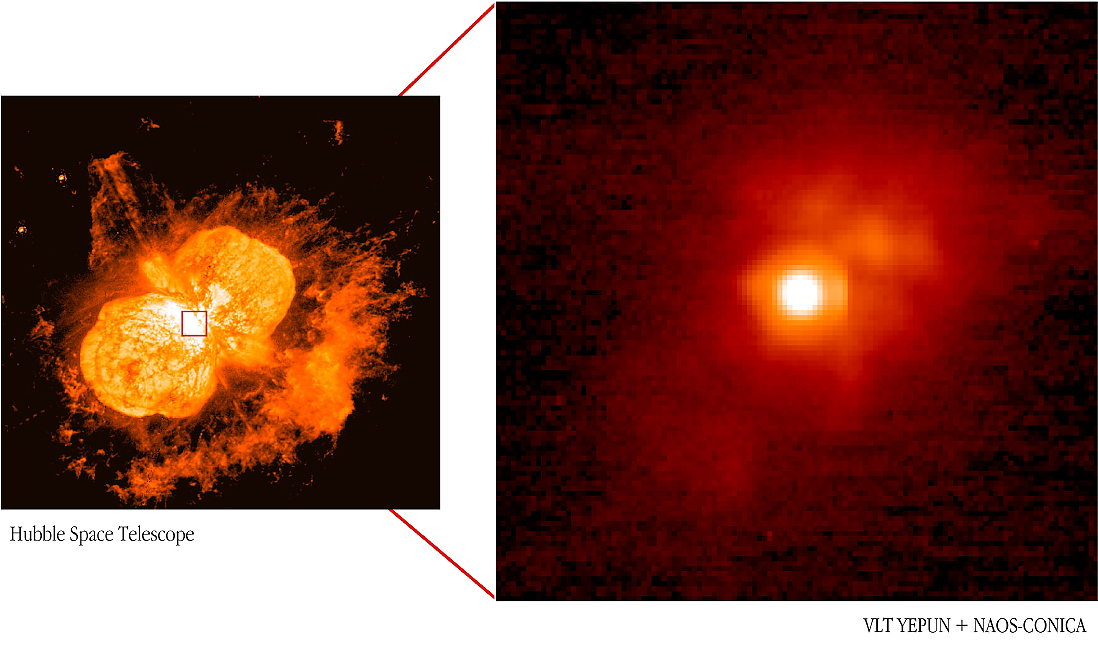
Зображення Гомункула, отримане КА Хаббл, поєднане з інфрачервоним зображенням Ети Кіля, зробленим телескопом VLT.

До кінця 20-го сторіччя температура Ети Кіля становила, як припускають, понад 30 000 K через наявність спектральних ліній високого збудження, але інші аспекти спектру дозволяли припускати нижчі температури, і для пояснення цього створено складні моделі. Тепер відомо, що система Ети Кіля складається з двох зір з сильними зоряними вітрами і зоною їх зіткнення, розташованою всередині пилової туманності, яка переробляє 90 % електромагнітного випромінювання в середню й далеку інфрачервоні ділянки спектру. Через ці особливості встановити точну температуру центральної зорі або її супутника проблематично.
Потужні зоряні вітри стикаються всередині пилової туманності, що стає причиною температур 100 МК (мегакельвінів) на вершині конуса зіткнення між двома зорями. Ця зона випромінює в жорсткому рентгенівському і гамма спектрі поблизу від зір. Поблизу періастру друга зоря проходить через щільніші шари зоряного вітру від центральної зорі, і зона зіткнення вітрів відчуває пертурбації, закручуючись у спіралі, що тягнуться за Ета Кіля B.
Конус зіткнення вітрів поділяє зоряні вітри від двох зір. На рівні 55—75° позаду другої зорі існує слабкий і гарячий вітер, типовий для зір спектрального класу O або для зір Вольфа — Райє. Це дозволяє виявити деяке випромінювання від Ети Кіля B, а також з деякою точністю встановити її температуру завдяки спектральним лініям, які швидше за все не належать будь-якому іншому джерелу. Попри відсутність прямих спостережень супутника зорі, поширений консенсус для моделей, у яких зоря має температуру між 37 000 K і 41 000 К.
У всіх інших напрямках по інший бік від зони зіткнення вітрів поширюється зоряний вітер від Ети Кіля A, куди холодніший і в понад 100 разів щільніший, ніж вітер від Ети Кіля B. Крім цього, він оптично щільний, повністю приховує деталі справжньої зоряної фотосфери центральної зорі і сильно ускладнює будь-яке визначення і без того суперечливої температури. Спостережуване випромінювання походить від псевдофотосфери — де оптична щільність зоряного вітру прагне до нуля і Росселандова затемненість становить 2⁄3. Псевдофотосфера при спостереженні виглядає подовженою й особливо гарячою вздовж передбачуваної осі обертання.
У часи Едмунда Галлея Ета Кіля A швидше за все була гіпергігантом спектрального класу B з температурою між 20 000 K і 25 000 K на момент спостереження. Ефективна температура, визначена для сферичного оптично щільного зоряного вітру на відстані в кілька сотень Сонячних радіусів, має бути від 9 400 до 15 000 K, тоді як температура теоретичного гідростатичного ядра в 60 сонячних радіусів і з оптичною глибиною 150 має бути близько 35 200 K. Ефективну температуру видимого зовнішнього краю непрозорого основного вітру від центральної зорі беруть зазвичай на рівні 15 000—25 000 K на підставі особливостей, відомих у візуальному та ультрафіолетовому спектрі, які помітні або в самому спектрі, або відбиті через глобули Вайгельта.
Гомункул містить пил з температурами від 150 K до 400 K. Це джерело майже всього інфрачервоного випромінювання від Ети Кіля, яке робить її настільки яскравим об'єктом на цих довжинах хвиль.
Далі, розширюваний після «Великої спалаху» газ стикається з міжзоряною речовиною і нагрівається до приблизно 5 мегакельвінів, створюючи слабке рентгенівське випромінювання, помітне в «підкові» або «кільці».

### Розміри

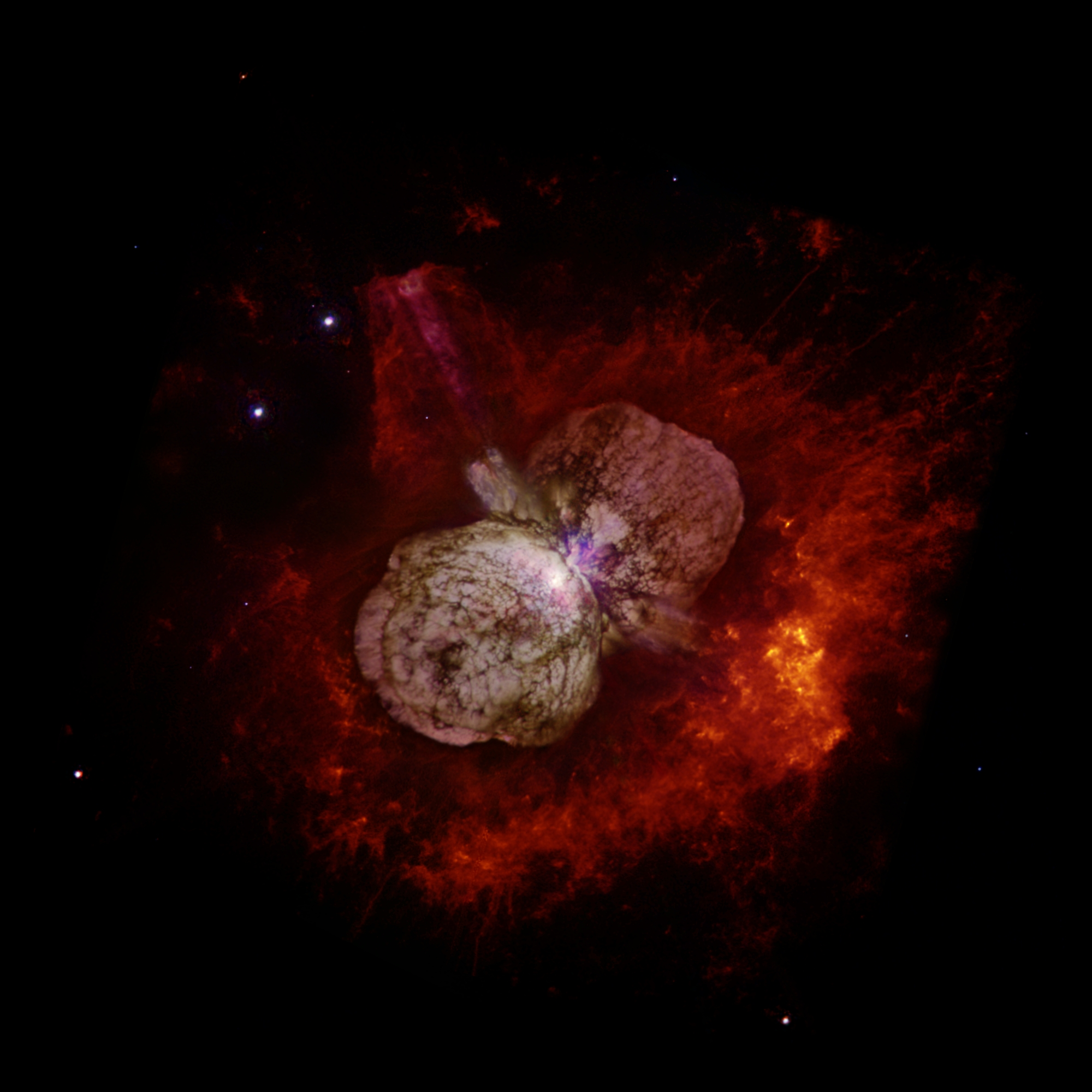
Отримане Хабблом зображення Ети Кіля, що демонструє біполярну туманність Гомункул, яка оточує подвійну систему

Складно сказати щось конкретне про розміри компонентів подвійної системи Ети Кіля через труднощі з безпосереднім спостереженням. У Ети Кіля B повинна бути чітко окреслена фотосфера, а її радіус можна встановити виходячи з прийнятого спектрального класу зорі. Надгігант класу O класу при світності в 933 000 сонячних і при температурі 37 200 K має радіус 23,6 сонячних.
Розміри Ети Кіля A складно визначити навіть приблизно. У центральної зорі — оптично щільний зоряний вітер, тому класичне розуміння зоряної поверхні стає розпливчастим. За одними даними радіус гарячого зоряного ядра з температурою 35 000 Кельвінів (тобто власне зорі всередині оптично щільного зоряного вітру) становить 60 сонячних на оптичній глибині близько 150 від того, що можна було б назвати фотосферою зорі. Заміри при оптичній глибині 0,67 говорять про радіус понад 800 сонячних, вказуючи на роздутий оптично щільний (непрозорий) зоряний вітер. На піку «Великого спалаху» радіус (наскільки таке поняття застосовне до моменту викиду величезної маси речовини), був близько 1400 сонячних, що можна порівняти з розмірами найбільших відомих зір.
Розмір зір у подвійній системі має відповідати відстані між двома супутниками, яка в періастрі становить лише 250 сонячних радіусів. Радіус акреції другої зорі має становити 60 сонячних радіусів, що передбачає сильну акрецію поблизу періастру, яка приводить до колапсу зоряного вітру Ети Кіля B. Припускалося, що початкове яскравішання від 4-ї зоряної величини до 1-ї (за постійної болометричної світності) було нормальним спалахом ЯБЗ, хоча й екстремальним прикладом як для цього класу. Потім зоря-супутник, проходячи через розширену фотосферу першої зорі в періастрі, викликала подальше підвищення яскравості, підвищення світності та рівня втрати маси в ході «Великого спалаху».

### Обертання
Швидкість обертання масивних зір справляє визначний вплив на їх еволюцію і припинення існування. Швидкість обертання зір класу Ета Кіля неможливо виміряти безпосередньо через невидимість поверхні. Самотні масивні зорі відносно швидко сповільнюють обертання через гальмування своїми ж сильними зоряними вітрами, але існують натяки, що і A і B Ети Кіля мають високу швидкість обертання, до 90 % від критичної. Одна з них або обидві обертаються шляхом взаємодії, наприклад за рахунок акреції на вторинного компонента і орбітальної взаємодії з основним.

## Еволюція

### Потенційна наднова
З найбільшою ймовірністю наступна наднова, спостережувана в Чумацькому Шляху, виникне з невідомого білого карлика або непримітного червоного надгіганта, який, цілком імовірно, навіть не буде видно неозброєним оком. Втім, перспектива виникнення наднової з такого об'єкта, як екстремальна за багатьма параметрами, близька і добре вивчена зоря Ета Кіля викликає великий інтерес.
Як правило, колапс ядра одиночної зорі, яка спочатку приблизно в 150 разів перевершує за масою Сонце, відбувається за сценарієм колапсу зорі Вольфа — Райє упродовж 3 мільйонів років. Маючи низьку металічність багато масивних зір сколапсують безпосередньо в чорну діру без видимого вибуху або з утворенням слабкої наднової, а невелика їх частина утворює окремий клас парно-нестабільних наднових, але за сонячної й вище металічності очікують, що втрата маси перед колапсом буде достатньою для виникнення видимої наднової типу Ib або Ic. Якщо все ще залишатиметься значна кількість викинутого матеріалу поблизу зорі, то ударна хвиля, утворена вибухом наднової, впливаючи на навколозоряну речовину, може ефективно перетворювати кінетичну енергію випромінювання, приводячи до утворення надпотужної наднової (SLSN) або гіпернової, у декілька разів яскравішою й набагато тривалішою, ніж типова наднова, що виникла внаслідок колапсу ядра. Зорі-перередники з великою масою також можуть викидати достатню кількість нікелю, щоб викликати вибух SLSN просто за рахунок радіоактивного розпаду. Отриманий залишок буде чорною дірою, оскільки дуже малоймовірно, щоб така масивна зоря могла втратити достатню масу, щоб її ядро не перевищило теоретичної межі утворення нейтронної зорі.
Існування масивного компаньйона приносить багато інших можливостей. Якби Ета Кіля A швидко втратила свої зовнішні шари, то до початку колапсу вона могла б стати менш масивною зорею типу WC або WO. Це призвело б до виникнення наднової зорі типу Ib або типу Ic через відсутність водню і, можливо, гелію. Вважають, що цей тип наднової породжує деякі типи гамма-спалахів, але моделювання передбачає, що вони зазвичай трапляються лише в менш масивних зір.
Кілька незвичайних наднових і псевдонаднових були зіставлені з Ета Кіля для аналізу її можливої долі. Однією з найбільш привабливих є SN 2009ip — блакитний надгігант, який у 2009 року став псевдонадновою, за схожим на «Великий Спалах» Ети Кіля сценарієм, а потім 2012 року пережив іще яскравіший сплеск, який, імовірно, був справжньою надновою. Наднова SN 2006jc, розташована на відстані близько 77 мільйонів світлових років у галактиці UGC 4904 в сузір'ї Рисі, також 2004 року стала яскравою псевдонадновою, а потім вибухнула як наднова типу Ib з яскравістю 13,8, яку вперше спостерігали 9 жовтня 2006 року. Ету Кіля також порівнювали з іншими можливими псевдонадновими, такими, як SN 1961V, і надпотужними надновими, такими, як SN 2006gy.

### Можливий вплив на Землю
Більшість наукових джерел вважають, що утворення гіпернової зорі на відстані 7500 світлових років (відстань до Ета Кіля від Сонця) не може завдати будь-якої суттєвої шкоди земним формам життя. Може постраждати озоновий шар, можуть бути виведені з ладу супутники на орбіті, може опинитися в небезпеці життя космонавтів, проте все, що перебуває на поверхні Землі, буде під захистом атмосфери.
Типова наднова, що утворилася внаслідок колапсу ядра вихідної зорі, розташованої на тій же відстані, що і Ета Кіля, досягла б піку видимої зоряної величини близько –4, як у Венери. SLSN може бути на п'ять зоряних величин яскравішою, як потенційно найяскравіша наднова в історії (нині це SN 1006). На відстані 7500 світлових років від зорі вибух навряд чи безпосередньо вплине на земні форми життя, оскільки їх захистить від гамма-променів атмосфера, а від деяких інших космічних променів — магнітосфера. Основної шкоди буде завдано верхній частині атмосфери, озоновому шару, космічним апаратам, включаючи супутники і всіх космонавтів, які перебувають у космосі. Є, принаймні, одна праця, в якій передбачається, що внаслідок вибуху наднової можлива повна втрата озонового шару Землі, що призведе до значного збільшення поверхневого УФ-випромінювання, що досягає поверхні Землі від Сонця. Для цього потрібно, щоб типова наднова була ближче, ніж за 50 світлових років від Землі, і навіть потенційній гіперновій для нанесення такої шкоди потрібно бути ближче, ніж Ета Кіля. В іншому аналізі можливого впливу обговорюються більш тонкі ефекти від незвичайного освітлення, такі як придушення мелатоніну, що викликає безсоння, підвищений ризик розвитку раку і депресії. У ньому робиться висновок про те, що наднова такої яскравості має бути набагато ближче, ніж Ета Кіля, щоб мати який-небудь серйозний вплив на Землю.
Очікується, що Ета Кіля не створить гамма-сплеску, і її вісь нині не спрямована на область поблизу Землі. У будь-якому разі гамма-сплеск має відбутися на відстані не більшій, ніж кілька світлових років від Землі, щоб становити для неї якусь загрозу.

## Нотатки
1. ↑  Астрофізичне позначення ступеню іонізації атома, де «I» позначає нейтральний атом, «II» — одноразово іонізований атом атом, і т. д.